# Batalla de Mogaung
La batalla de Mogaung va ser una sèrie d'enfrontaments que es van lliurar a la campanya de Birmània de la Segona Guerra Mundial entre el 6 i el 26 de juny de 1944 a la ciutat birmana de Mogaung. En combats brutals, la 77a Brigada 'Chindit' sota el comandament del brigadier Michael Calvert, més tard assistit per les forces xineses del generalíssim Chiang Kai-shek, va lluitar i va capturar la ciutat de les forces d'ocupació del Japó imperial.
La batalla va formar part d'una gran campanya Chindit anomenada operació Dijous que més tard es va fusionar amb el setge de Myitkyina per part de les forces xineses i nord-americanes dirigides per Joseph Stilwell, que estava al comandament general dels chindits. La captura de Mogaung va ser el primer lloc de Birmània que es va alliberar dels japonesos, i va ser l'última gran campanya chindit de la guerra. Durant la batalla es van atorgar dues Creus Victòria.

## Fons
El 1943, el brigadier Orde Wingate va liderar els chindits darrere de les línies japoneses per a la primera de les seves operacions de penetració de llarg abast amb l'Operació Longcloth. Va tenir poc èxit estratègic, però va demostrar que les forces de l'Imperi Britànic podien lluitar en igualtat de condicions amb les japoneses a la selva. L'any següent, el general William 'Bill' Slim al capdavant del Catorzè exèrcit britànic es va comprometre en una lluita desesperada contra l'exèrcit japonès que havia llançat l'operació U-Go, la invasió de l'Índia britànica a partir del març de 1944.
Com a resultat de la invasió japonesa es va llançar una segona expedició chindit; L'operació de dijous va ser molt més gran que la d'anys anteriors amb sis brigades. L'objectiu era assetjar la rereguarda i les línies de subministrament japoneses, així com alleujar la pressió sobre les forces xineses i nord-americanes conjuntes del general nord-americà Vinegar 'Joe' Stilwell que es desplaçaven cap al sud, cap al nord de Birmània, que tenien la intenció de prendre l'estratègica ciutat de Myitkyina. Les primeres operacions dels chindits es van veure afectades per la mort de Wingate en un accident aeri. Després van passar sota el comandament del general de comandament Walter Lentaigne, però finalment van ser posats sota el comandament de l'anglòfob Stilwell. En aquell moment, la 77a Brigada havia estat en acció des de principis de març, després d'haver retingut les forces japoneses superiors durant dos mesos del seu bastió de la Ciutat Blanca.

## Preludi
A finals de maig, Stilwell va ordenar als chindits cap al nord a la zona de Mogaung per treure la pressió de les seves forces xineses, que lluitaven per assetjar Myitkyina. Capturar Mogaung significava que la línia de vida japonesa cap al nord es tallaria i Myitkyina cauria inevitablement. A finals de maig, els serveis d'intel·ligència del Catorze Exèrcit, recolzats per patrulles perilloses de la 77a Brigada, van trobar que els japonesos havien reforçat els defensors de Mogaung amb quatre batallons de la 53a Divisió del tinent general Hisashi Takeda, a poc menys de 4.000 soldats. La 77a brigada estava formada per quatre batallons: 1r Batalló, els Fusellers de Lancashire; el 1r Batalló, Regiment del Rei; 1r Batalló, Regiment de South Staffordshire i el 3r Batalló, 6è de Rifles Gurkha. Acompanyant la brigada hi havia oficials d'enllaç de la RAF que necessitarien un terreny alt per a un contacte per ràdio des d'on aportar suport aeri proper.
Arribar a Mogaung seria difícil per a la brigada. No hi havia manera d'entrar volant i al nord de la ciutat hi havia el riu Mogaung que fluïa ràpidament i a l'oest, divergent, hi havia el riu Wetthauk Chaung. El país a l'est i al sud estaven intercalats per llacs i pantans, amb l'únic accés per una carretera de dues milles de llarg, fins a Pinhmi, en una calçada. Els britànics haurien d'utilitzar-ho per arribar a Mogaung i es trobarien amb pobles als afores que havien estat fortament fortificats, amb búnquers construïts sota els edificis.

## Batalla
El 30 de maig, la brigada es va posar en marxa; el pla era avançar 160 milles fins a la ciutat utilitzant la carretera de Pinhmi com a eix. La seva primera prioritat va ser la necessitat d'una zona per a una petita pista d'aterratge per evacuar malalts i ferits, així com una zona per a l'abandonament de subministraments. Calvert havia esperat arribar i fins i tot capturar Mogaung el 5 de juny.

### Lakum

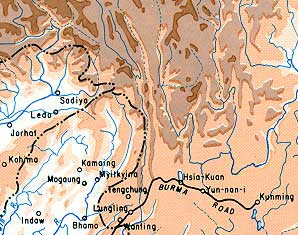
Ubicació de Mogaung al nord de Birmània

La marxa va ser difícil: una espessa jungla creuada per profunds barrancs i ocasionalment algun tiroteig esporàdic amb els japonesos. No obstant això, el 2 de juny els South Staffordshires i els Gurkhes van capturar el poble de Lakum després d'una ferotge trobada amb els japonesos. El poble era un turó baix que dominava la plana a dues milles al sud-oest de Mogaung. L'endemà, una altra sèrie de durs enfrontaments van forçar els japonesos a sortir dels turons circumdants: els gurkhes es van apoderar d'un llogaret, més tard batejat com a "Gurkha Village", després d'eliminar la quaranta guarnició que hi havia. Van capturar intacte un gran dipòsit de municions, quinze camions i un hospital camuflat ple de material mèdic, així com molts soldats japonesos malalts. Molts d'aquests van intentar escapar sense èxit i molts més es van suïcidar.
Calvert tenia el seu quarter general operatiu just al sud de Lakum i es va instal·lar precipitadament una petita pista d'aterratge des de la qual es van disposar els subministraments deixats caure pels C-47. Els ferits i els malalts podien ser evaquats mitjançant avions Sentinel i fins i tot els nous helicòpters Sikorsky R-4. Uns oficials d'enllaç de la RAF van establir una posició des d'on utilitzar el suport aeri del 1r Grup de Comando Aeri dels Estats Units per a més sortides de combat en la presa de Mogaung. Calvert també va crear un magatzem de subministraments mèdics, d'aliments i militars abans de qualsevol atac important. Al mateix temps, grups locals Kachin liderats per antics oficials dels Fusellers de Birmània que havien establert el control de la zona es van unir als homes de Calvert per proporcionar informació vital sobre els moviments japonesos. L'endemà, dos escamots dels Lancashire Fusiliers van capturar un punt vital del riu Mogaung conegut com el Ferri Tapaw que seria útil si els Chindits necessitaven una via d'escapament.
Els pobles de Mahaung, Natgyigon i el pont Pinhmi als afores de Mogaung van ser posicions clau en la seva defensa; un cop aquests havien caigut, el control japonès sobre la ciutat esdevindria insostenible. A Mogaung mateix, el palau de justícia i l'estació de ferrocarril eren àrees potencials per a una gran resistència, ja que eren els dos edificis principals de maó. Durant els propers dies, la brigada es va subministrar: se'ls va lliurar armes antitanc PIAT, així com llançaflames, morters de 3 polzades i 4,2 polzades amb milers de cartutxos com a únic mitjà de suport de foc pesat. L'artilleria japonesa estava causant víctimes, però Calvert finalment va poder convocar els P-51 Mustangs del 1r Comando Aeri en un intent de silenciar les posicions japoneses.

### Pont de Pinhmi i afores
L'atac a la carretera de Pinhmi a Mogaung on el pont vital de Pinhmi creuava el riu Wetthauk Chaung va començar el 7 de juny. A mesura que avançaven més a prop de Mogaung, els Staffordshire van trobar i destruir un dipòsit de municions japoneses i els Fusillers de Lancashire van capturar més tard el poble de Pinhmi. Un intent al pont l'endemà, però, va fracassar, ja que els Lancashire van ser repel·lits de les posicions japoneses ocultes que s'estenia al llarg d'un terraplè de quinze peus d'alçada i van provocar nombroses baixes. No obstant això, una patrulla de reconeixement va trobar un gual més avall del riu i des d'aquest els gurkhes i els Staffordshire van atacar i assegurar el poble de Mahaung. A més, també van assegurar el poble de Ywathitgale eliminant una seu administrativa japonesa i van arribar a la carretera Pinhmi-Mogaung flanquejant diverses posicions japoneses. Després van llançar una sèrie de contraatacs però van ser expulsats. El 10 de juny els gurkhes van intentar tornar a capturar el pont; el primer intent va acabar en fracàs però el segon en un ampli moviment de flanqueig va aconseguir agafar el pont. Entre ells hi havia l'heroica gesta del capità Michael Allmand en assegurar la captura del pont. Els atacs van costar prop de 130 baixes, però la brigada de Calvert es va establir de manera segura al llarg de l'eix de la carretera Pinhmi-Mogaung.
El monsó es va produir més tard aquell dia i les condicions eren dures per als homes de la 77a Brigada; la malària, el peu de trinxera i el tifus aviat van ser generalitzats. Calvert es va assabentar que dos batallons japonesos més van arribar per reforçar Mogaung substituint essencialment les baixes, i en veure la dificultat va enviar un missatger a Stilwell per alertar-lo de la situació; però no va ser rebut amb cap simpatia. Stilwell finalment va enviar el Regiment d'Infanteria Xinès 1/114 de la 38a Divisió per donar suport als Chindits. Calvert va valorar la situació el 12 de juny; molts batallons es van reduir a una companyia, cosa que significava que el total de la brigada no consistia en més de 750 homes en forma. Calvert estava preocupat pel nombre de ferits i malalts que havien de suportar les males condicions: les trinxeres d'escletxa eren impossibles a causa de les condicions humides; els homes haurien d'estirar-se boca avall al fang si estiguessin sota el foc dels obusos. No obstant això, molts dels ferits estaven decidits a quedar-se i lluitar en lloc de ser expulsats.
Durant els dies següents, les condicions van començar a millorar molts dels ferits van ser evacuats per via aèria i es van tornar a portar subministraments. El 15 de juny Calvert va continuar els seus atacs, lluitant per assegurar una cresta més propera a la ciutat. L'endemà es va prendre el Palau de Justícia i es va netejar la zona que s'estenia fins al riu Mogaung i fins als afores de Natgyigon. El foc de morter japonès des del poble de Naungkaiktaw estava causant cert dolor als Chindits. A l'alba del 18 de juny, atacs aeris i un fort bombardeig de morter durant els propers dies seguits d'un assalt per part dels Fusiliers de Lancashire i els atacs dels King's amb llançaflames. A costa d'una cinquantena de baixes (algunes de foc amic) ho van aconseguir i van fer fora del poble un centenar de japonesos a més de matar-ne una setantena. Mentre consolidaven la seva posició al poble, una patrulla japonesa va ser emboscada i presa; no s'havien adonat que el poble havia estat en mans britàniques.
Al voltant de la mateixa època van començar a arribar les tropes xineses; els gurkhes van contactar amb ells a l'oest de Lakum. Aleshores, Mogaung va ser envoltat, amb els xinesos al sud, que sumaven gairebé tres batallons. De manera crucial, tenien canons de muntanya de 75 mm que es van establir a Pinhmi, i van poder colpejar posicions japoneses.

### Mogaung

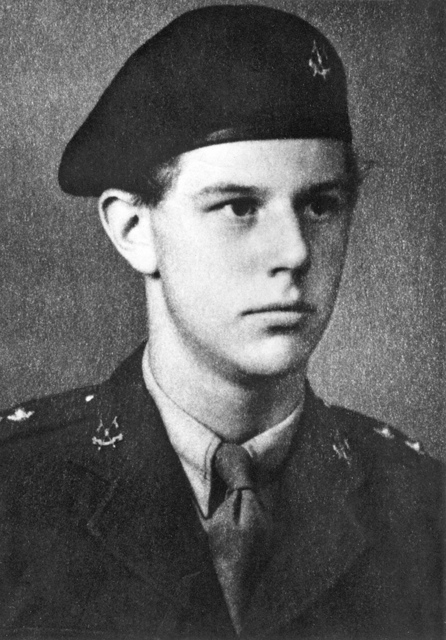
El capità gurkha Michael Allmand que va guanyar la Creu Victòria durant la batalla de Mogaung

Calvert va planejar el seu proper atac per al 23 de juny cap a Natyigon, una posició clau i l'últim bastió exterior de Mogaung. A primera llum d'aquell dia es va llançar l'assalt final; tots els homes en forma disponibles van ser cridats; cuiners, encarregats i fins i tot personal del quarter general. Els xinesos van atacar cap a l'estació de ferrocarril al llarg del terraplè del ferrocarril, que era efectivament una última línia de defensa. Malgrat un fort bombardeig, l'atac va fracassar i els xinesos es van retenir amb un intens foc de metralladora japonesa. Els Chindits no van tenir més remei que aturar-se en aquesta línia durant la resta del dia.
El reconeixement anterior havia assenyalat la "Casa Vermella", un gran edifici de maons. L'endemà, després d'un fort bombardeig dels canons xinesos i dels morters britànics, així com dels atacs aeris, els britànics van atacar des del nord de l'estació. Un cop més la lluita va ser intensa, els japonesos defensaven tenaçment malgrat els cops constants. L'edifici i les posicions circumdants només es van prendre després de brutals combats en què s'utilitzaven llançaflames, granades i PIAT. Un dels homes implicats va ser el fuseller Tulbaadur Pun; la seva valentia amb una sola mà com a part de l'atac dels gurkhes a la "Casa Roja" li va valer una nominació a la Creu Victòria. L'altra nominació va recaure en el capità Michael Allmand, que va atacar una posició de metralladora que aguantava la seva companyia restant. Va noquejar la posició amb granades, però va resultar ferit mortalment en el procés. Els xinesos van proporcionar una mica de suport de foc però no van participar en aquest atac, sinó que van protegir els flancs i van tallar qualsevol intent d'escapada japonesa. L'assalt dels gurkhes va desequilibrar totalment els japonesos i Takeda no va tenir més remei per retirar-se o arriscar-se a destruir els seus batallons.
L'atac final va ser a l'estació de ferrocarril el 25 de juny: l'atac xinès des del sud es va ajornar, però els Lancashires i els South Staffordshires van entrar de totes maneres i, després de més intensos combats, finalment van prendre les restes maltractades i es van trobar amb els xinesos. Amb els britànics tenint un punt de partida important a la ciutat, els japonesos van llançar una sèrie de contraatacs aquella nit, però van ser derrotats. L'endemà al matí, chindits i patrulles xineses van trobar posicions japoneses fora de la ciutat abandonades. Qualsevol japonès que s'escapés ho va fer utilitzant bidons d'oli amb l'esperança de poder arribar riu avall fins a Myitkyina. No obstant això, molts van ser morts pels chindits patrullant.
Amb la batalla en gran part sobre els Chindits van consolidar la seva posició a Mogaung, però estaven esgotats físicament i mentalment. A la brigada al final de la batalla li quedaven menys de 550 homes de força de lluita. Els Lancashire Fusiliers, King's Regiment i South Staffordshires només podien reunir 300 entre ells i els 3/6è Gurkhas en quedaven 230 en forma.

## Conseqüències
Una vegada que Mogaung va ser capturat, els gurkhes van guarnir la ciutat preparant-se per a nous contraatacs des de l'altra banda del riu, però no va arribar cap; els japonesos havien abandonat la zona completament. Mentre es trobaven a Mogaung, els gurkhes van aprofitar l'ocasió per celebrar una petita desfilada cerimonial i van aixecar l'Union Jack sobre una gran pagoda, l'edifici més destacat que quedava en peu. Els chindits van romandre a la zona fins al 5 de juliol i després es van retirar a la seva àrea base a Pinhmi. Després van haver de marxar una cinquantena de milles més per tornar a l'Índia, deixant Mogaung en mans dels xinesos.
Mogaung va ser el primer lloc de Birmània que va ser alliberat dels japonesos, i va ser l'última gran campanya dels chindit de la guerra. Els japonesos havien perdut prop de 1.600 baixes, la majoria de les quals eren morts i un nombre desconegut de malalts que van ser evacuats. El cost de prendre Mogaung havia estat alt: Calvert havia perdut 47 oficials i 729 altres rangs morts o ferits; que equival a un cinquanta per cent de baixes. Stilwell havia utilitzat els chindits en un paper inadequat d'infanteria clàssica, sense el suport d'artilleria i blindatge. Va anunciar a través de la BBC que les tropes xineses del seu comandament de l'àrea de combat del nord havien capturat Mogaung però sense referir-se als britànics. Els chindits estaven indignats, i Calvert va fer un senyal a la seu de Stilwell: "Els xinesos van informar que havien agafat Mogaung". La meva brigada ara s'està indignant. El fill de Stillwell, que era l'oficial d'intel·ligència, va anunciar que "Umbrage era tan petit que no el trobo al mapa".
Tement que després se'ls ordenés unir-se al setge de Myitkyina, Calvert va tancar les seves ràdios i es va retirar a Kamaing, on Stilwell tenia el seu quarter general. Es va produir una cort marcial fins que Stilwell i Calvert es van trobar en persona, i el primer finalment va apreciar les condicions en què havien estat operant els chindits. El setge de Myitkyina ja havia demostrat ser una espina al costat de Stilwell després que un gran assalt xinès hagués estat repel·lit amb grans pèrdues. La captura britànica de Mogaung va alleujar la pressió sobre les tropes de Stilwell que assetjaven la ciutat; els japonesos van deixar Myitkyina el 3 d'agost.
Durant la batalla es van atorgar dues Creus Victòria: Michael Allmand va rebre la seva a títol pòstum, mentre que Tul Bahadur Pun va rebre la seva al novembre. A més , els membres del Sisè Gurkhas també van rebre dos ordes del Servei Distingit, tres ordes indis al Mèrit, sis Creus Militars, quatre medalles del Servei Distingit indi, dotze Medalles Militars i tres Estrelles de Plata estatunidenques. Els South Staffordshires, Kings i Lancashire Fusiliers també van rebre molts premis. Calvert va rebre l' Orde al Servei Distingit i Barra i l'Estrella de plata nord-americana per la captura de Mogaung. Va ser evacuat a Gran Bretanya per motius mèdics després d'una ferida accidental el setembre de 1944. El març de 1945 va ser nomenat comandant la Brigada del Servei Aeri Especial prenent el comandament de diverses operacions a la invasió dels Aliats Occidentals d'Alemanya ideant l'operació Amherst. Va mantenir aquest nomenament fins que la brigada es va dissoldre l'octubre de 1945.